# Mazów
Mazów (deutsch Meitzow) ist ein Dorf in der Woiwodschaft Westpommern in Polen. Es gehört zur Gmina Postomino (Gemeinde Pustamin) im Powiat Sławieński (Schlawer Kreis).

## Geographische Lage
Das Dorf liegt in Hinterpommern, elf Kilometer nördlich von Sławno am südlichen Hang des Wippertals in einer Flussschleife. Die Höhenlage des Dorfes liegt bei 22 Metern über NN., die des Wippertals bei 10 Metern. Früher war das kleine Bauerndorf sehr abgelegen und nur durch Feldwege mit den Nachbarorten verbunden: im Westen Stary Kraków (Alt Krakow), im Norden Chudaczewko (Neu Kuddezow), im Osten: Wilkowice (Wilhelmine) und Staniewice (Stemnitz), sowie im Süden Radosław (Coccejendorf, ehemals Schwenzenhagen).

## Geschichte
Das Dorf wurde erstmals, unter dem Namen „Mozow“, im Jahre 1240 genannt. Damals gab Herzog Swantopolk II. von Pommerellen das Dorf zusammen mit fünf anderen Dörfern an den Johanniter-Orden. Die Urkunde ist lediglich als Regest überliefert. Herzog Erich II. von Pommern tauschte 1474 sechs Dörfer mit Pollnow, und seither gehörte Meitzow zum Amt Rügenwalde.
Um 1780 hatte das Dorf: 1 Freischulze, 5 Bauern, 4 Landkossäten, 1 Straßenkossäten, 2 Büdner sowie 1 Schul- und Hirtenkaten bei insgesamt 15 Feuerstellen.
1818 lebten in Meitzow 141 Einwohner. Ihre Zahl stieg bis 1864 auf 228, betrug 1939 aber nur noch 136. Im Jahre 1934 erhielt das Dorf Stromanschluss.
Am 7. März 1945 drangen Soldaten der Roten Armee in das Dorf. Die Einwohner wurden nach Deutsch Puddiger umgesiedelt, kamen aber nach Errichtung einer Kommandantur allmählich wieder zurück. Im November 1947 übernahmen Polen das Dorf.
Bis 1945 gehörte Meitzow mit Alt Krakow und Kannin zum Amtsbezirk Alt Krakow im Landkreis Schlawe i. Pom. der preußischen Provinz Pommern. Auch standesamtlich war Meitzow nach Alt Krakow hin orientiert. Das Amtsgericht stand in Schlawe.
Heute ist das Dorf unter der polnischen Bezeichnung Mazów ein Ortsteil der Gmina Postomino im Powiat Sławieński der Woiwodschaft Westpommern.

## Kirche
Vor 1945 war die Bevölkerung von Meitzow fast ausnahmslos evangelisch. Das Dorf gehörte mit Kannin (Kanin) zum Kirchspiel Alt Krakow im Kirchenkreis Rügenwalde in der Kirchenprovinz Pommern der Kirche der Altpreußischen Union. Letzter deutscher Geistlicher war Pfarrer Erich Kramer.
Heute sind die meisten Einwohner von Mazów Römisch-katholisch. Die Verbindung des Dorfes nach Stary Kraków ist geblieben, wo eine Pfarrei im Dekanat Darłowo im Bistum Köslin-Kolberg der Katholischen Kirche in Polen eingerichtet wurde. Die evangelischen Kirchenglieder betreut heute das Pfarramt in Koszalin (Köslin) in der Diözese Pommern-Großpolen der Evangelisch-Augsburgischen Kirche in Polen.

## Schule
Vor 1945 stand die einklassige Volksschule mit Lehrerwohnung mitten im Dorf. Etwa 20 Kinder wurden hier unterrichtet. Der letzte deutsche Lehrer war Eduard Zühlke.